# Gordon Adam
Gordon Adam   (Seattle, 26 de maig de 1915 - Laguna Hills, 27 de març de 1992) fou un remer estatunidenc que va competir durant la dècada de 1930.
El 1936 va prendre part en els Jocs Olímpics de Berlín, on guanyà la medalla d'or en la prova del vuit amb timoner del programa de rem.
Estudià a la Universitat de Washington.